# Nerjungri
Nerjungri (Sakha: Нүөрүҥгүрү, russisk: Не́рюнгри) er den næststørste by i den autonome republik Sakha (Jakutien) i Rusland.
56°39′30″N 124°43′30″Ø / 56.6583°N 124.725°Ø